# Munhwa Broadcasting Corporation
Munhwa Broadcasting Corporation, förkortat MBC, är ett sydkoreanskt TV-bolag. Det började sända radio år 1961 och TV år 1969. Munhwa är en koreanska ordet för kultur.

## Kanaler

### Television

#### Nuvarande
- MBC TV
- MBC Drama
- MBC Sports+
- MBC Every 1
- MBC Music
- MBC Sports+ 2

#### Före detta
- MBCGame
- MBC Life
- MBC QueeN

### Radio
- MBC Standard FM
- MBC FM4U
- Channel M

### Fotnoter
Den här artikeln är helt eller delvis baserad på material från engelskspråkiga Wikipedia, Munhwa Broadcasting Corporation, tidigare version.